# Hadadaíbisz
A hadadaíbisz (Bostrychia hagedash) a madarak (Aves) osztályának a gödényalakúak (Pelecaniformes) rendjébe, ezen belül az íbiszfélék (Threskiornithidae) családjába és az íbiszformák (Threskiornithinae) alcsaládjába tartozó faj.

## Előfordulása
Angola, Benin, Bissau-Guinea, Botswana, Burkina Faso, Burundi, Csád, a Dél-afrikai Köztársaság, Dél-Szudán, Elefántcsontpart,
Egyenlítői-Guinea, Eritrea, Etiópia, Gabon, Gambia, Ghána, Guinea, Kamerun, Kenya, a Kongói Köztársaság, a Kongói Demokratikus Köztársaság, a Közép-afrikai Köztársaság, Lesotho, Libéria, Malawi, Mali, Mauritánia, Mozambik, Namíbia, Niger, Nigéria, Ruanda, Szenegál, Sierra Leone, Szomália, Szudán, Szváziföld, Tanzánia, Togo, Uganda, Zambia és Zimbabwe szavannás területein él.

## Alfajai
- Bostrychia hagedash brevirostris (Reichenow, 1907)
- Bostrychia hagedash erlangeri
- Bostrychia hagedash hagedash (Latham, 1790)
- Bostrychia hagedash nilotica Neumann, 1909

## Megjelenése
A csőre hegyétől a farka végéig 76 centiméter hosszú.

## Képek

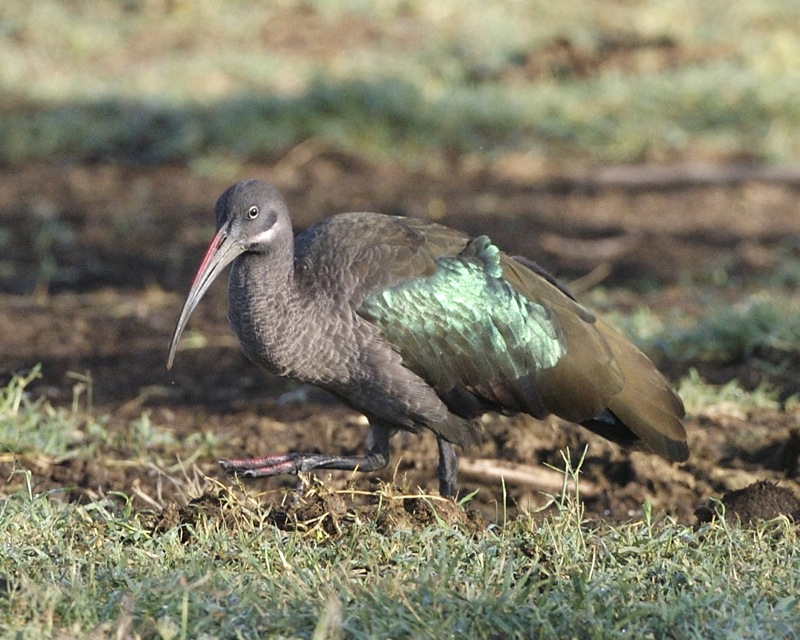
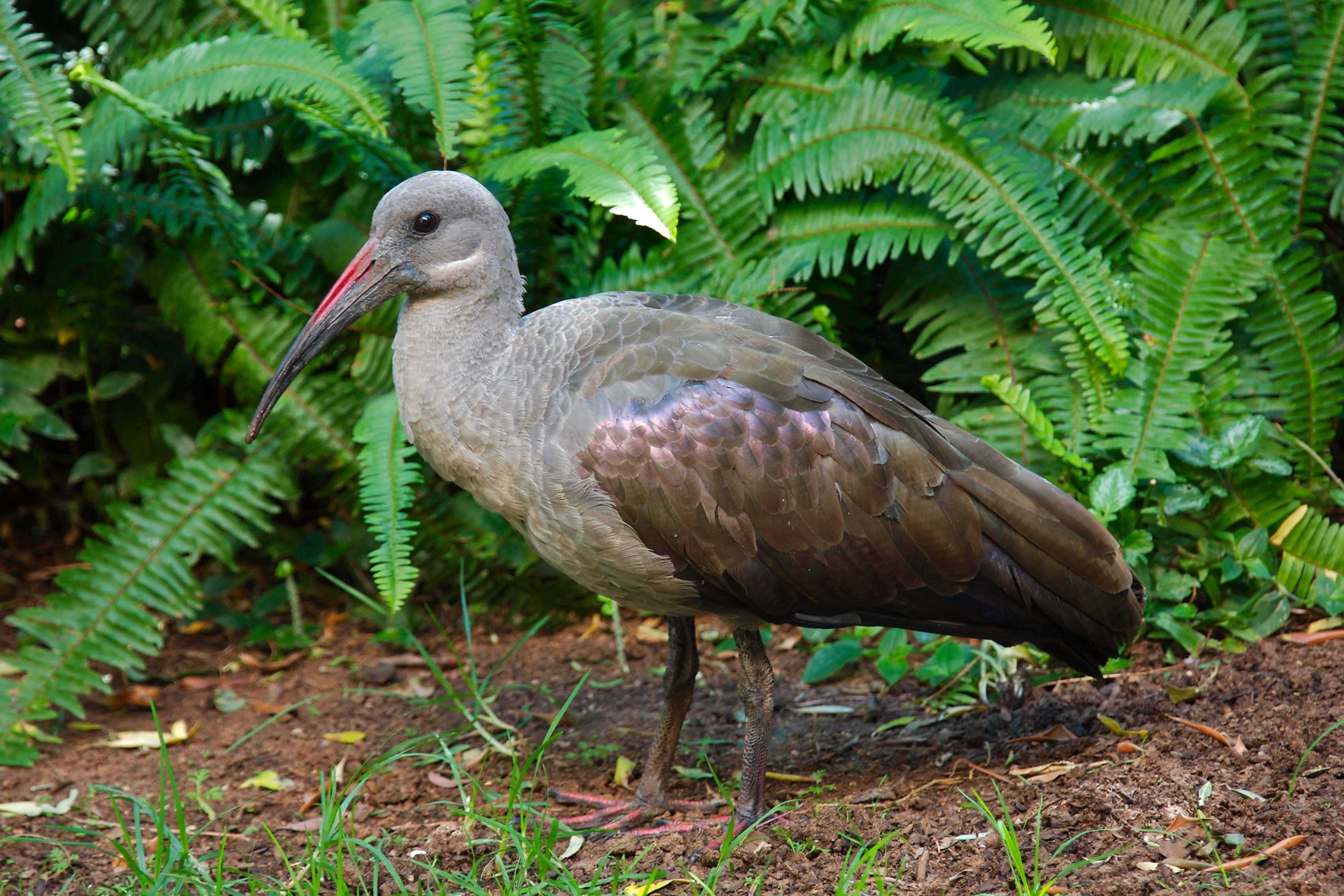
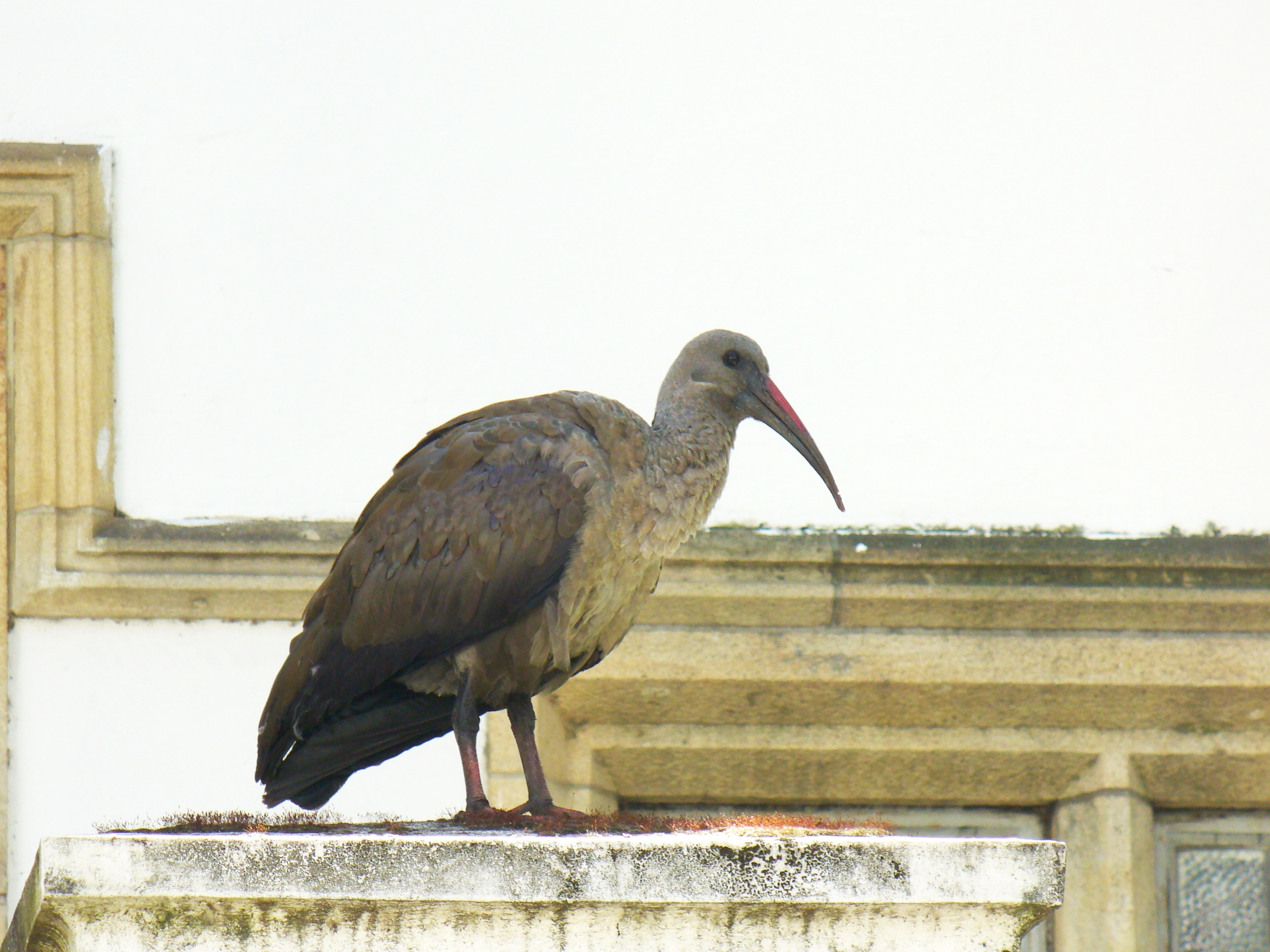
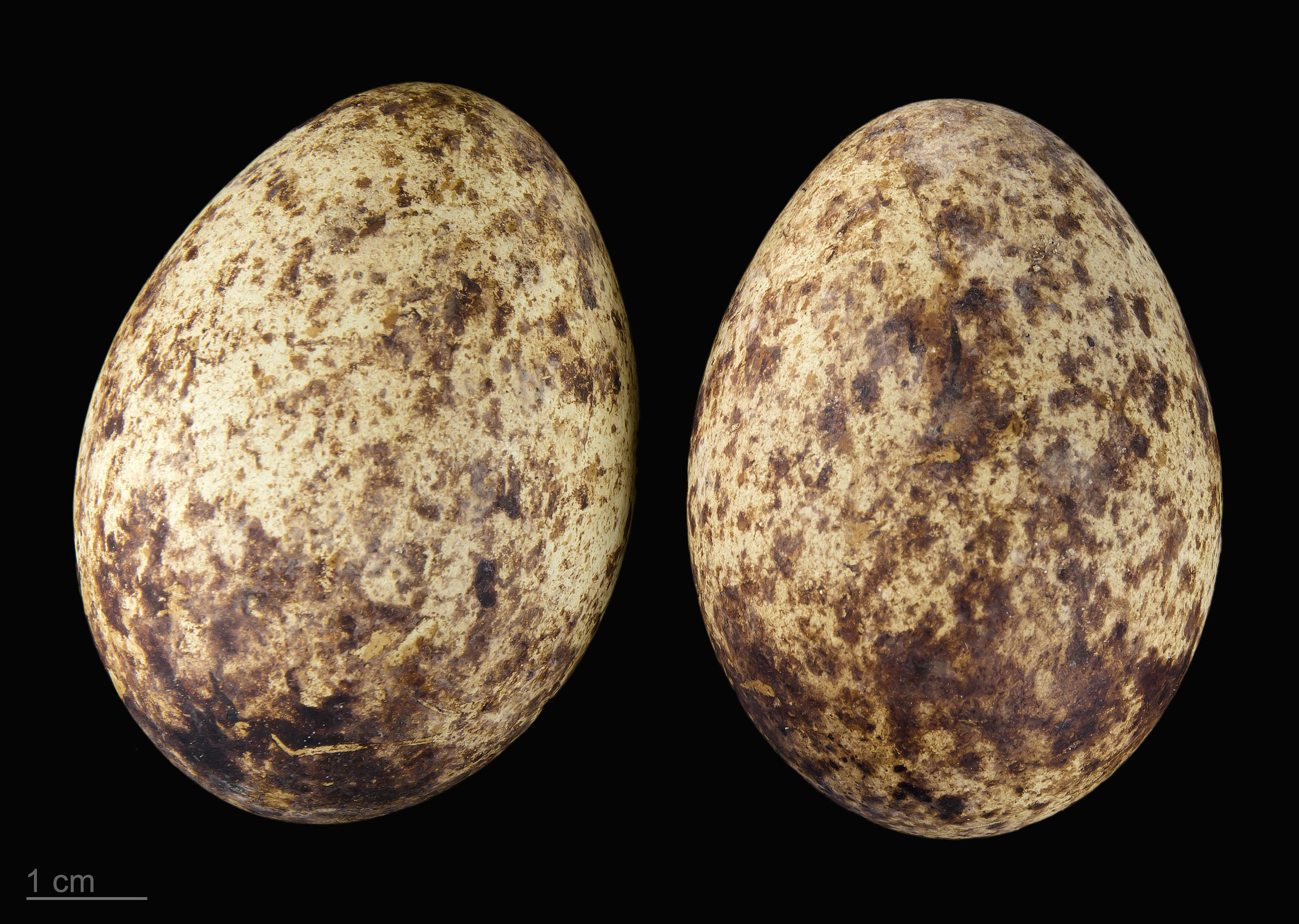
múzeumi példány – Bijagos, Bissau-Guinea